# Луис Фернандо Лопез
Луис Фернандо Лопез Еразо (шп. Luis Fernando López Erazo; Пасто, 3. јун 1979) је колумбијски атлетичар која се такмичи у брзом ходању на 20 километара. На Олимпијским играма у Атини 2004. заузео је 24. место, у Пекингу 2008. био је девети, док је у Лондону 2012. дисквалификован. Највећи успех у својој каријери постигао је на Светском првенству 2011. када је освојио бронзану медаљу, прву медаљу за Колумбију у брзом ходању на Светским првенствима. На Светском првенству 2009. у Берлину био је пети. Након суспензије руских атлетичара због допинга, додељена му је златна медаља са Светског првенства 2011.

## Спољашњи извори
- Луис Фернандо Лопез на сајту Sports-Reference.com (архивирано)